# پسران بد (مجموعه‌فیلم)
پسران بد (انگلیسی: Bad Boys) مجموعه‌ای از فیلم‌های کمدی اکشن و پلیس رفیق آمریکایی است که توسط جورج گالو خلق شده‌است. در این فیلم ویل اسمیت و مارتین لارنس در نقش دو کارآگاه در اداره پلیس میامی، مایک لوری و مارکوس برنت بازی می‌کنند. جو پانتولیانو و ترزا رندل نیز در هر سه فیلم حضور دارند. مایکل بی دو فیلم اول را کارگردانی کرد و عادل العربی و بلال فلاح وظیفه کارگردانی فیلم سوم و چهارم را بر عهده گرفتند. گبریل یونیون که در قسمت دوم بازی کرد، بعداً در کنار جسیکا آلبا در یک سریال تلویزیونی اسپین‌آف به نام بهترین‌های لس آنجلس بازی کرد.
سه فیلم اول بیش از ۸۴۰ میلیون دلار در سرتاسر جهان فروش داشته‌است. فیلم اول نقدهای متفاوتی از سوی منتقدان دریافت کرد، فیلم دوم با استقبال نامطلوب مواجه شد و فیلم سوم عموماً استقبال مثبتی داشت.

## بازخوردها
در راتن تومیتوز بر اساس بررسی‌های ۶۷ منتقد، برای فیلم اول (۱۹۹۵) با میانگین امتیاز ۵٫۳ از ۱۰، دارای ۴۳٪ تاییدیه است. در متاکریتیک، فیلم، فیلم. دارای میانگین وزنی امتیاز ۴۱ از ۱۰۰، بر اساس ۲۴ منتقد، که نشان دهنده «بررسی‌های مختلط یا متوسط» است. تماشاگران در نظرسنجی سینماسکور به فیلم نمره متوسط "A" را در مقیاس A + تا F دادند.